# Myiopharus floridensis
Myiopharus floridensis är en tvåvingeart som beskrevs av Townsend 1892. Myiopharus floridensis ingår i släktet Myiopharus och familjen parasitflugor. Inga underarter finns listade i Catalogue of Life.